# Philoliche amboinensis
Philoliche amboinensis är en tvåvingeart som först beskrevs av Fabricius 1805.  Philoliche amboinensis ingår i släktet Philoliche och familjen bromsar. Inga underarter finns listade i Catalogue of Life.